# Sant Julià del Llor (Sant Julià del Llor i Bonmatí)
Sant Julià del Llor és una de les dues entitats singulars de població al terme municipal de Sant Julià del Llor i Bonmatí, a la comarca catalana de la Selva. En el cens de 2006 tenia 109 habitants.
Fins al 1983 formava part del municipi d'Amer.
Un turó acull al seu cim l'Ermita de Sant Julià del Llor, església parroquial d'origen romànic però reconstruïda en època recent. Altres elements patrimonials del terme són el Molí de Sant Julià del Llor, el Carrer Vell que dóna al Pont de Sant Julià del Llor, i l'oratori de Sant Pere Màrtir.